# Милюковы

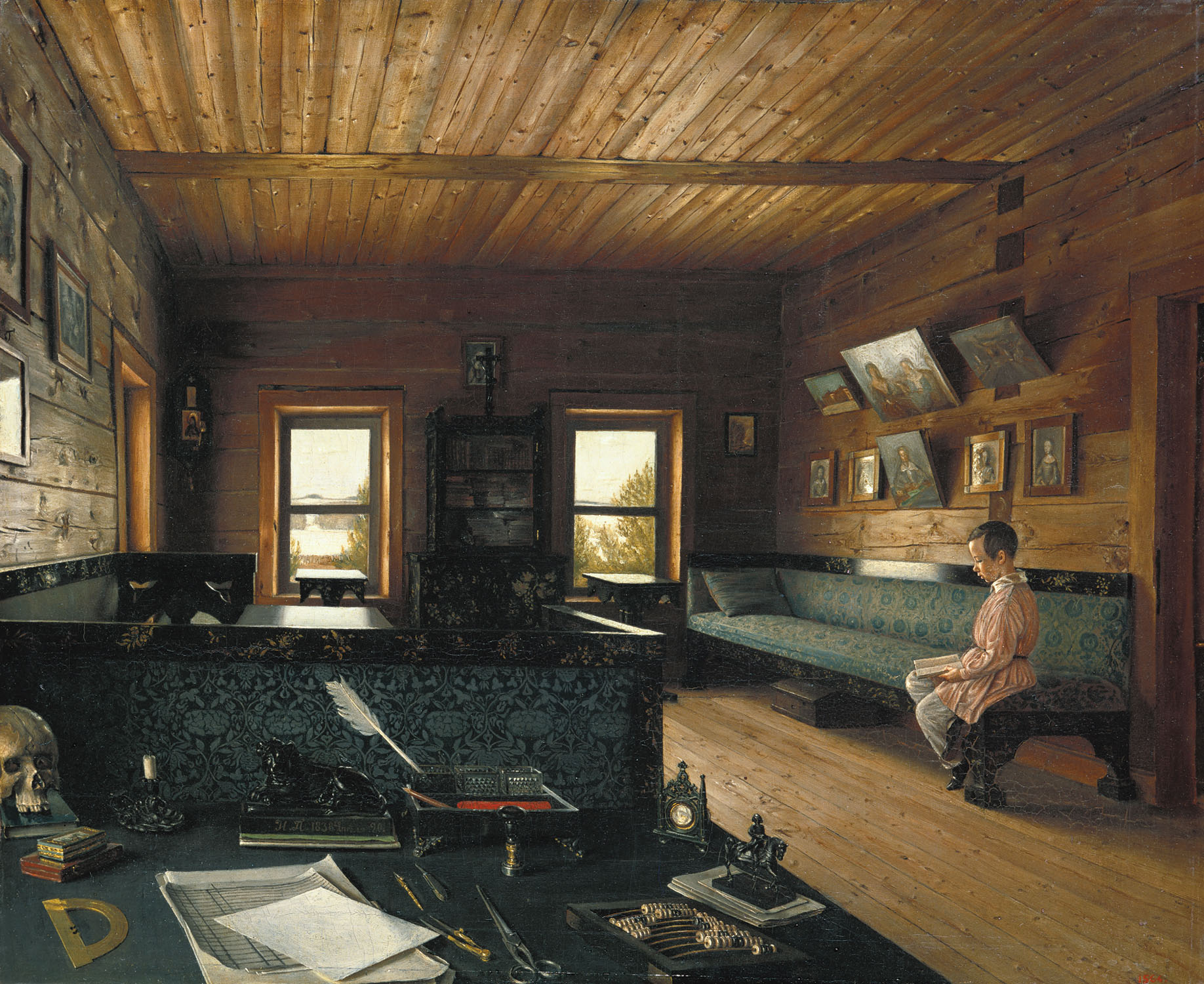
Сорока Г. В. — Кабинет дома в «Островках», 1844

Милюковы (в старину Меликовы, Старого-Милюков) — дворянский род вероятно тюркского происхождения.
При подаче документов (26 марта 1686) для внесения рода в Бархатную книгу, была предоставлена родословная роспись Милюковых.
Род внесён в родословные книги Московской, Орловской, С-Петербургской, Симбирской, Тверской и Тульской губерний.,

## Происхождение и история рода
Как утверждают большинство исследователей в основном личной записки Баскакова :"Семён Мелик, убит в 1380 году на Куликовом поле; от него — Меликовы, позже русифицированная фамилия Милюковых", среди которых встречаются и тюркские имена: Мурза, Сабур и др. . Возможно, бежавший на Русь родственник хана Улуса Джучиева Орду-Мелика, убитого Кильдибеком в 1361 году.
Потомство, по преданию, от выходца Семёна Мелика, бывшего воеводой в сторожевом полку и убитого в Куликовской битве. Один из его внуков, Семён Иванович Милюков, по прозвищу Старый, был родоначальником Старого-Милюковых.
В Родословной книге из собрания князя М.А. Оболенского записано: Род Милюковых. Приехал из Немец на Москву к великому князю Дмитрию (Донскому) Семен Мелик да Василий. И от Василия пошёл род Старо Милков, род Комовых
Михайло Иванович Милюков сокольничий и наместник трети московской (1506).
Иван Яковлевич Старого — боярин, вместе с Борисом Годуновым дружка на свадьбе царя Ивана IV Грозного в 1575 году.
Алексей Михайлович и Фёдор Васильевич Старого (Милюковы) — опричники, дворяне, гости царя Иван IV Грозного на свадьбе в 1575 году, казнены в августе 1575 года.

## Известные представители
- Милюков Долмат Иванович — воевода в Переславле-Залесском (1600 - 1602). (три раза)
- Милюков Амвросий (Обросим) — письменный голова, воевода в Тобольске (1601-1602).
- Милюков Иван Васильевич (Гусь) — воевода на Двине (1608-1609).
- Милюков Иван Иванович сын Старого — воевода в Ржеве (1618).
- Милюковы: Василий Амвросьевич, Андрей Клементьевич и Андрей Иванович — стольники патриарха Филарета (1627-1629), московские дворяне (1636-1640).
- Милюков Фёдор Иванович — патриарший стольник (1629).
- Милюковы: Иван Михайлович и Ермолай Назарьевич — московские дворяне (1627-1640).
- Милюков Степан Яковлевич — стольник (1627-1629).
- Милюков Иван Иванович — воевода в Тюмени (1632-1633).
- Милюков Давыд Михайлович — московский дворянин (1627-1640), воевода в Черни (1644).
- Милюков Богдан Ермолаевич — воевода в Кинешме (1677).
- Милюковы: Фёдор Яковлевич, Фёдор Михайлович, Яков Давыдович, Кирилл и Иван Артемьевичи, Астафий Иванович — стряпчие (1658-1692).
- Милюков Иван Никитич — стольник царицы Прасковьи Фёдоровны (1686-1692).
- Милюковы: Михаил и Кирилл Давыдовичи, Иван Матвеевич, Пимен и Богдан Ермолаевичи, Василий Иванович, Пётр и Артемий Никитичи — московские дворяне (1658-1692).
- Милюковы: Фёдор Потапович, Фёдор Васильевич, Яков и Никита Прохоровичи, Петр, Макар и Василий Ивановичи, Лука и Андрей Артемьевичи — стольники (1686-1696)[4][5].
- Милюков, Николай Павлович (1825—1879) — русский архитектор и преподаватель, отец политического деятеля П. Н. Милюкова и архитектора А. Н. Милюкова.
- Милюков, Павел Николаевич (1859—1943) — русский политический деятель, историк и публицист. Министр иностранных дел Временного правительства (1917).
- Милюков, Алексей Николаевич (около 1860 — около 1914) — русский инженер-архитектор.
- Старого-Милюков Борис Иванович — стольник патриарха Филарета (1627-1629), московский дворянин (1636-1640).
- Старого-Милюков Матвей Меньшой Иванович — патриарший стольник (1627-1629), московский дворянин (1640-1677).
- Старого-Милюков Матвей Иванович — московский дворянин (1636-1676).
- Старого-Милюков Пётр Андреевич — стольник царицы Прасковьи Фёдоровны (1692).
- Старого-Милюковы: Иван Иванович, Григорий Андреевич, Михаил и Андрей Борисовичи — московские дворяне (1658-1692).
- Старого-Милюковы: Фёдор Андреевич, Яков, Гаврила, Иван, Иван Большой и Меньшой Ивановичи, Андрей Матвеевич — стольники (1680-1696)[5].

Изображение некоторых представителей рода
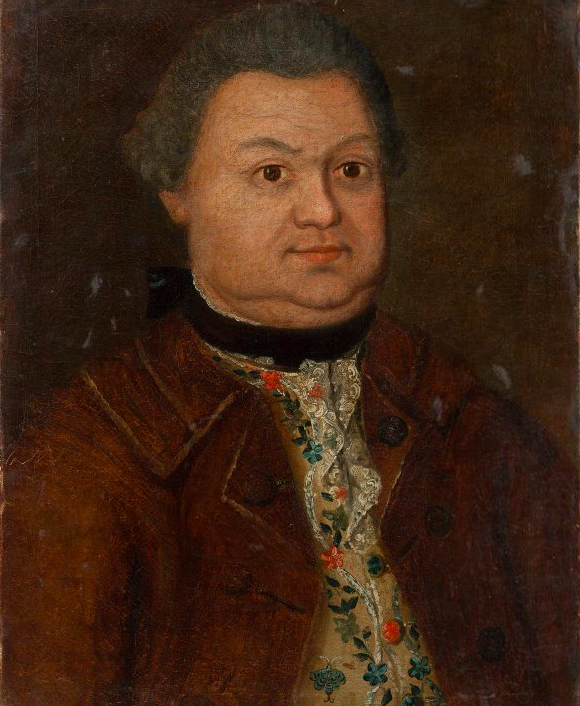
Иван Иванович Милюков (1730 - 1776), сын Ивана Кирилловича Милюкова (ум. 1739)
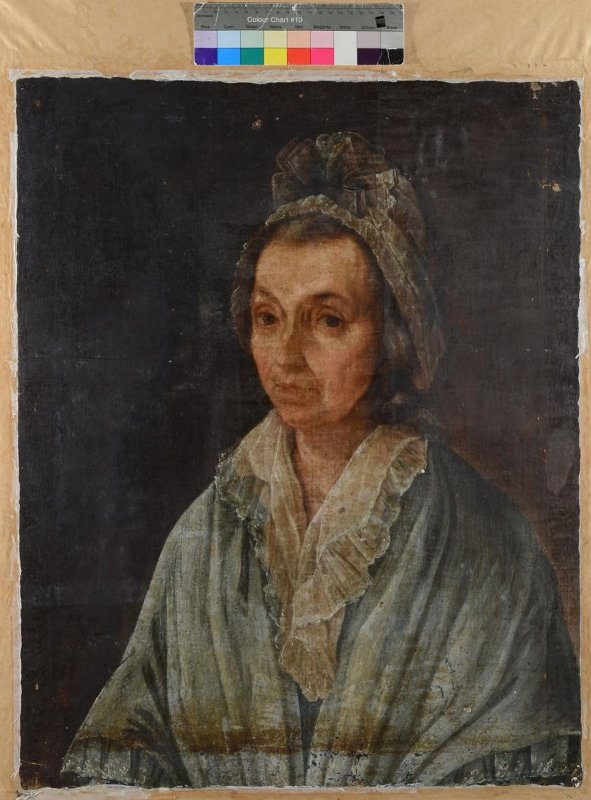
Софья Андреевна Милюкова, ур. Наумова (1740-1810), жена И. И. Милюкова (1730 - 1776)
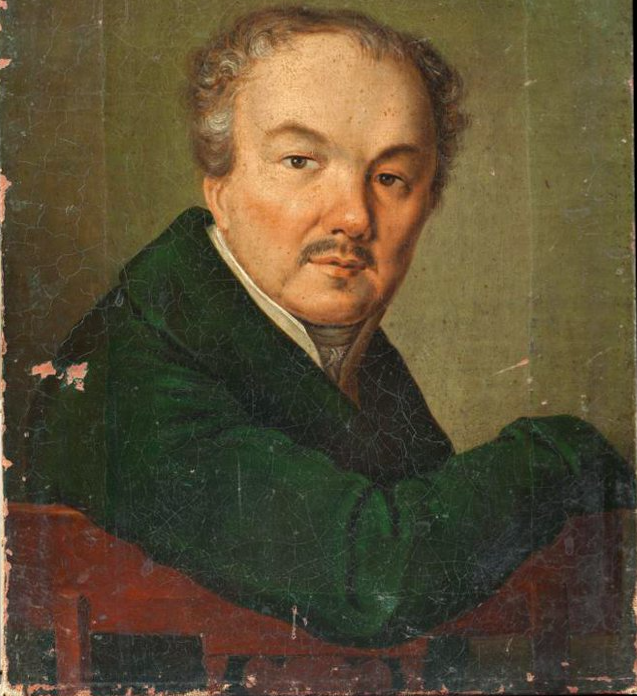
Петр Иванович Милюков (1773/1774 - 1849), сын И. И. Милюкова (1730 - 1776)
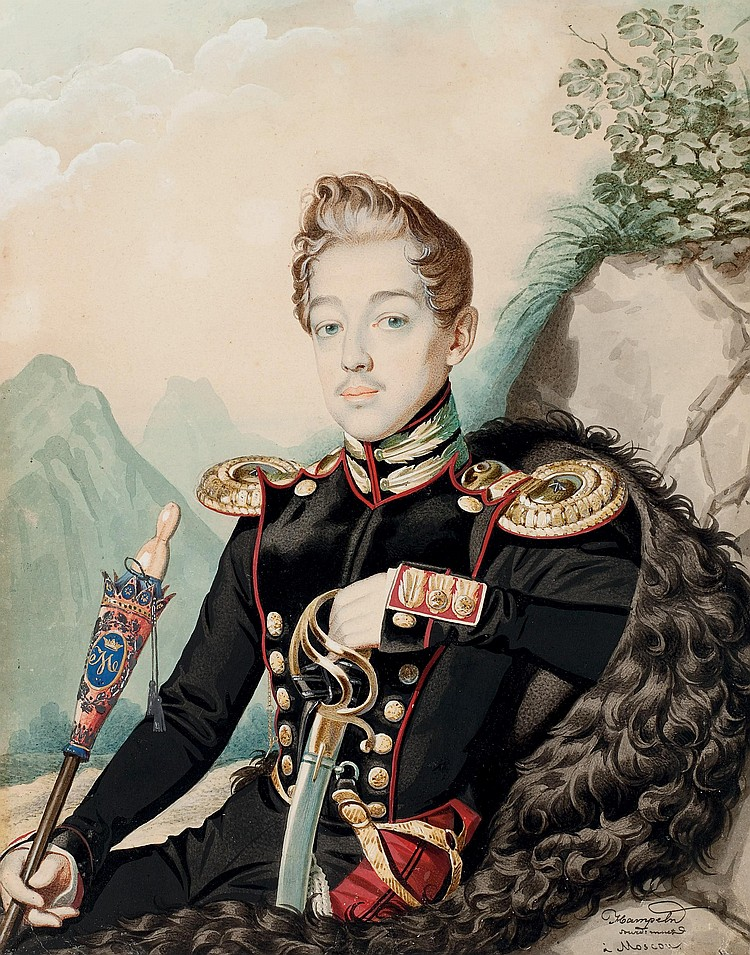
Василий Петрович Милюков (1814 – 1872), сын П. И. Милюкова (1773/1774 - 1849)
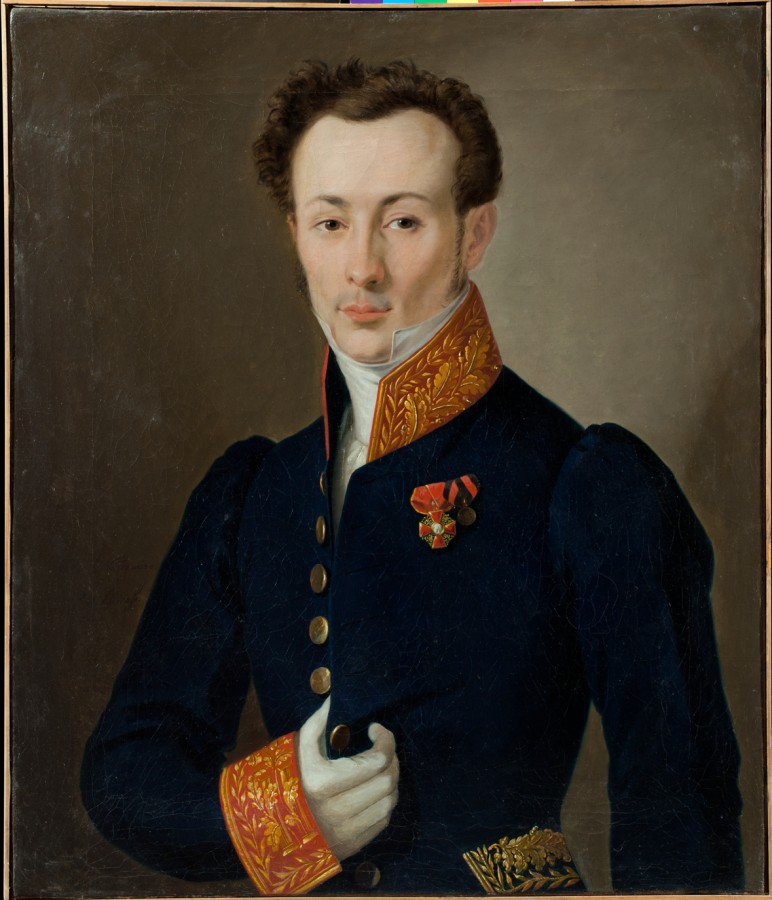
Николай Петрович Милюков (1802-1889), сын П. И. Милюкова (1773/1774 - 1849)
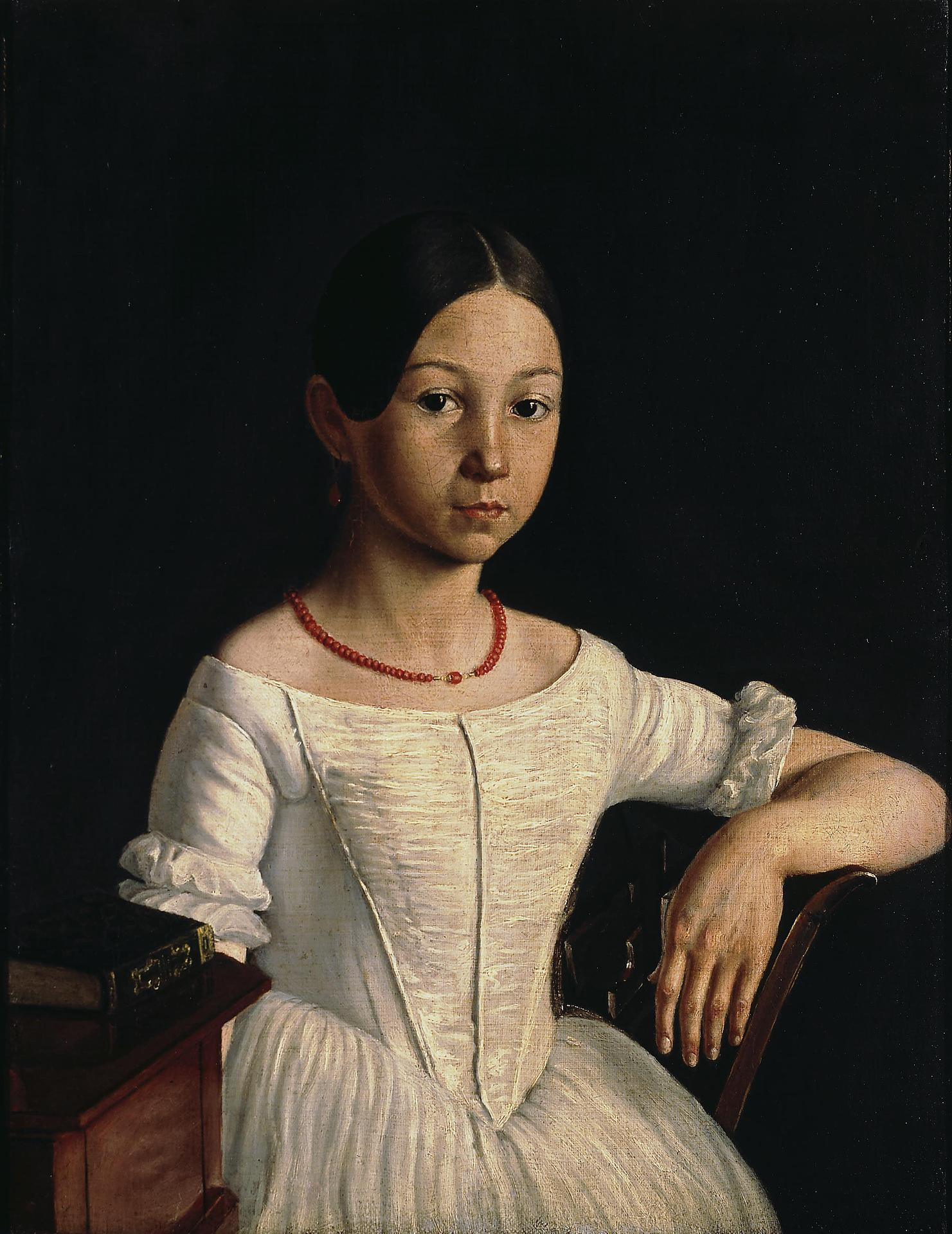
Лидия Николаевна Левенталь (ур. Милюкова) (р. 1832), дочь Н. П. Милюкова (1802-1889)
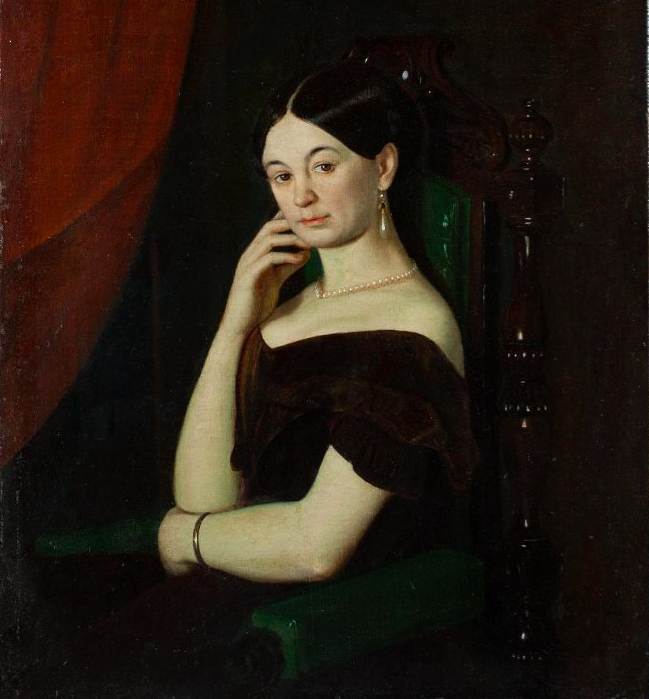
Портрет Анны Петровны Милюковой (1818-1896), дочь П. И. Милюкова (1773/1774 - 1849)
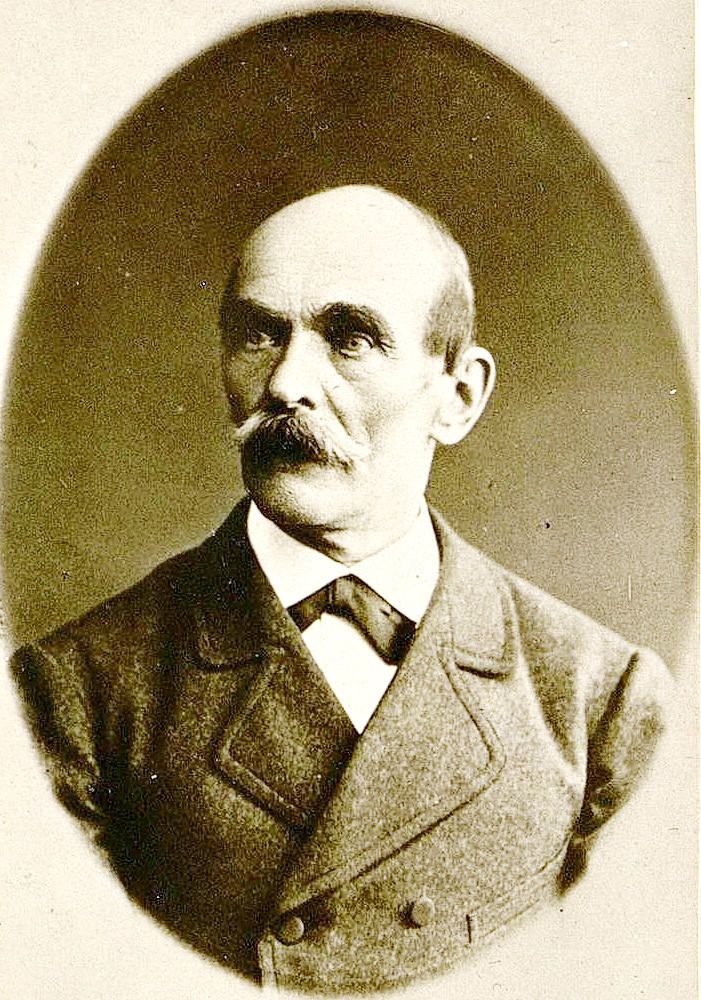
Александр Петрович Милюков (1816-1897), сын московского мещанина